# Wheels (álbum de Kansas)
Wheels es un EP de la banda estadounidense de rock progresivo Kansas y fue publicado en formato de disco compacto por Sony Music Entertainment en el año de 1994.
Este EP fue lanzado para promocionar el compilado The Kansas Boxed Set y contiene el tema titulado «Wheels», el cual fue escrito por Steve Walsh y Kerry Livgren y se encuentra en el álbum antes mencionado. Wheels enlista otros temas populares de la banda.

## Lista de canciones
| Side one |                        |                             |          |  |
| N.º      | Título                 | Escritor(es)                | Duración |  |
| 1.       | «Wheels»               | Steve Walsh / Kerry Livgren | 4:31     |  |
| 2.       | «Carry On Wayward Son» | Kerry Livgren               | 5:22     |  |
| 3.       | «Dust in the Wind»     | Walsh / Livgren             | 3:27     |  |
| 4.       | «Hold On»              | Kerry Livgren               | 3:53     |  |

## Créditos
- Steve Walsh — voz principal, teclados y coros
- Kerry Livgren — guitarra, teclados y coros
- Robby Steinhardt — violín y coros (excepto en la canción «Wheels»)
- Rich Williams — guitarra
- Dave Hope — bajo
- Phil Ehart — batería
- David Ragsdale — violín (en la canción «Wheels»)